# Alexandre Schwatschko
Alexandre Schwatschko, né le 19 juillet 1919 à Cluj (Roumanie) et mort le 8 juin 1944 à Éguzon, dans le département de l'Indre, en France, fut, pendant la Seconde Guerre mondiale, un agent du Special Operations Executive, section F (française).

## Identités
- État civil : Alexandre Schwatschko
- Comme agent du SOE
  - Nom : Albert Shaw
  - Nom de guerre (field name) : « Olive »
  - Nom de code opérationnel : POLITICIAN (en français HOMME POLITIQUE)

Situation militaire : lieutenant, General List, n° 297765.
Pour accéder à une photographie d'Alexandre Schwatschko, se reporter au paragraphe Sources.

## Famille
Fils de Jean et de Yolan Schwatschko, Uckange, Moselle, France.

## Éléments biographiques
Il naît le 19 juillet 1919 à Cluj (Roumanie), d'un père russe et d'une mère roumaine. De nationalité française, il est au 18e RI à Pau au moment de d'armistice de 1940. Il rejoint l'Angleterre par l'Espagne et l'Afrique du Nord. 
Arrivé en Bretagne par mer le 29 février 1944 , il est membre du réseau STATIONER (agent Lysander, terrains d’atterrissage). Après la capture le 1er mai à Montluçon de Maurice Southgate « Hector », chef du réseau STATIONER, il est affecté au réseau SHIPWRIGHT d'Amédée Maingard « Samuel » (Châteauroux, Indre-Sud). 
Il est radio et installe son émetteur dans une ferme au nord de Saint-Gaultier. Il s'intègre sans problème dans la population et, parlant parfaitement allemand, reçoit même des confidences de miliciens qui le prennent pour un agent de la Gestapo.
Fait prisonnier à Éguzon (Indre) dans la nuit du 7 au 8 juin 1944, il neutralise l'adjudant allemand qui l'interroge dans l’hôtel de France, tente de s'échapper et est blessé aux pieds. Encerclé et à court de munitions, il se donne la mort avec sa dernière balle plutôt que d'être de nouveau capturé.

## Reconnaissance

### Distinctions
- Grande-Bretagne : Mentioned in Despatches.

### Monuments
- En tant que l'un des 104 agents de la section F morts pour la France, cet agent est honoré au mémorial de Valençay, Indre, France.
- L'agent secret Olive, mort pour la France[3] au combat à 24 ans, repose au cimetière communal d’Éguzon, Indre, France, sud-est de l’entrée, où un mémorial lui a été élevé.

### Voie
Une rue d’Éguzon porte son nom.

## Sources
- Fiche Shaw, Alexander avec photographie, sur le site Special Forces Roll of Honour.
- "La mort du lieutenant Olive", témoignages  du lieutenant André Gautron (Armée secrète) et de Georges Détroit, hôtelier à Éguzon", in Résistance Indre et vallée du Cher, Georgette Guéguen-Dreyfus, 2 tomes, Éditions sociales, Paris, 1972 ; repris dans "Le barrage d'Éguzon, enjeu stratégique (1941-1944)", Jean-Paul Thibaudeau, Bulletin de l'ASPHARESD, n° 19, p. 69-70, 2005  (ISSN 0769-3885)
- Le Mémorial de la section F, Gerry Holdsworth Special Forces Charitable Trust, 1992
- Jacques Blanchard, Armée Secrète dans la Résistance, Création, Répression, Trahisons en Région 5, 313 p., Imprimerie F. Mathieu, Celles-sur-Belle, 1992   (ISBN 2-9506436-0-4).
- Maurice Nicault, Résistance et libération de l'Indre, les insurgés, 287 p., Royer, 2013  (ISBN 2-908670-85-2)
- Michael R. D. Foot, Des Anglais dans la Résistance. Le Service Secret Britannique d'Action (SOE) en France 1940-1944, annotations de Jean-Louis Crémieux-Brilhac, Tallandier, 2008,  (ISBN 978-2-84734-329-8). Traduction en français par Rachel Bouyssou de (en) SOE in France. An account of the Work of the British Special Operations Executive in France, 1940-1944, London, Her Majesty's Stationery Office, 1966, 1968 ; Whitehall History Publishing, in association with Frank Cass, 2004. Ce livre présente la version officielle britannique de l’histoire du SOE en France.
- Sir Brooks Richards, Flottilles secrètes. Les liaisons clandestines en France et en Afrique du Nord, 1940-1944, traduction de Secret Flotillas par Pierrick Roullet, Éditions Marcel-Didier Vrac (M.D.V.), 2001,  (ISBN 2-910821-41-2)